# إليزابيث برغ
إليزابيث برغ (بالإنجليزية: Elizabeth Berg)‏ (2 ديسمبر 1948، سانت بول في الولايات المتحدة)؛ ممرضة وروائية أمريكية.